# Isabelle Dinoire
Isabelle Dinoire (Francia, 3 de febrero de 1967 - 22 de abril de 2016) fue la primera persona del mundo en recibir un trasplante parcial de cara con éxito tras una intervención realizada por los cirujanos Bernard Devauchelle y Jean-Michel Dubernard el 27 de noviembre de 2005 en el hospital de Amiens, otorgándole una cara y una vida nueva.

## Vida personal
Dinoire vivía en Valenciennes, al norte de Francia. Estaba divorciada, con dos hijas adolescentes.
De acuerdo con The Australian, ella firmó un contrato con el director de documentales británico Michael Hughes con lo que podría recibir alrededor de £100 000 (correspondiente al 50% de la exclusiva) de la venta de las fotografías y el vídeo de la operación.
El 4 de octubre de 2007, se publicó en Francia el libro titulado "Le Baiser D'Isabelle" (El beso de Isabelle), escrito por la filósofa Noelle Chatelet, en donde Dinoire analizaba cómo había cambiado su vida desde que pasó a tener el rostro de otra mujer. La francesa confesaba ante la filósofa: "Lo raro que es tener el interior de la boca de otra persona o descubrir que le está naciendo vello del color de la donante en su mentón". En el libro también defiende su intención de aprender a besar, aunque los médicos dudaban de su capacidad de poder besar en un futuro.

## Mutilación
Algunos reportajes afirman que una de sus hijas dijo que la perra de color negro y de raza mestiza de labrador (llamada Tania) trataba de despertar a Dinoire después de que ingiriera somníferos en un intento de suicidio. El hospital lo negó. Sin embargo, en un comunicado hecho el 6 de febrero de 2006, Dinoire admitió: "Después de una dura semana, con muchos problemas personales, tomé algunas pastillas para olvidar... Me desmayé y caí al suelo, golpeándome con un mueble."
La familia estaba segura de que la perra, que fue sacrificada, mutiló a Isabelle por accidente. Creen que el daño se produjo cuando la perra, al ver que ella no se despertaba, se puso más y más frenética y comenzó a arañarla y morderla.

"Fue durante la noche; yo estaba profundamente dormida debido a una gran cantidad de somníferos. Al despertarme, algo comatosa, cogí un cigarrillo para deslizarlo, con un gesto automático, entre mis labios. Era imposible. Se caía. No había nada que lo sostuviese. Sin entender nada me dirigí al espejo del baño. Y lo que vi reflejado era irreal: mi cara sanguinolenta no era más que un gran agujero. La nariz, los labios, la barbilla, la mayor parte de mis mejillas habían desaparecido. Me dije: es absurdo, imposible, no me acuerdo de nada, no puedo ser yo. La perra me miraba y lamía la sangre del suelo. Yo estaba hecha polvo, como ausente."
El País, traducido de Le Monde

## Trasplante parcial de cara
Aunque ya se habían practicado trasplantes de cuero cabelludo y orejas antes, el reto era trasplantar la primera boca y nariz a una persona. Los expertos afirmaban que la boca y la nariz eran las partes más difíciles de trasplantar de una cara.
El primer trasplante parcial de cara realizado en una persona viva (Isabelle Dinoire) tuvo lugar el 27 de noviembre de 2005. El profesor Bernard Devauchelle fue el cirujano que llevó a cabo el primer trasplante parcial de cara con éxito, asisitido por el profesor Jean-Michel Dubernard, en Amiens. Un triángulo de tejido facial que incluía la nariz, boca y barbilla fue extraído de una donante con muerte cerebral, Maryline Saint-Aubert, una profesora de 46 años hospitalizada en Lille, e injertada a la paciente.
La operación duró 15 horas, asistida por un equipo de 45 personas que trabajó para injertarle el triángulo de tejido facial, con la dificultad que representaba la unión de arterias, venas y músculos y adaptarlos a la forma del cráneo de la paciente. El resultado fue una nueva cara, un rostro híbrido que no se asemejaba ni al original de la paciente ni al de la donante. En el procedimiento médico también se le traspasaron células de la médula ósea provenientes de la donante para reducir las posibilidades de rechazo, junto con un injerto de un fragmento de piel en el pecho, que actuaba como centinela para monitorear reacciones adversas.
Uno de los momentos más delicados fue la unión de una pequeña arteria entre la cara de la paciente y el injerto. Al quitar las pinzas de la arteria, no brotaba sangre, ya que estaba bloqueada por un coágulo. El Dr. Devauchelle hizo una incisión bajo la mandíbula de Dinoire para alcanzar la arteria por debajo del coágulo y así poder unirla al injerto. Al suturar la arteria y retirar las pinzas y comenzar a circular la sangre el color apareció gradualmente en el injerto.

## Debate ético
Aunque en 2004 el Comité Consultivo Nacional de Ética francés prohibió el trasplante total de rostro de un muerto a un paciente con la cara desfigurada, accedieron al trasplante parcial en 2005. Surgieron dudas acerca del desgaste psicológico que podría ocasionar la nueva imagen de la paciente, al no reconocerse en el espejo y por llevar el rostro de otra persona. Sin embargo, los médicos afirmaron que la paciente nunca se parecería a la donante porque su estructura ósea haría que la nariz, labios y barbilla se adaptasen a su físico.
Después de la operación surgió la polémica al filtrarse que Dinoire había sido desfigurada por su labrador mientras dormía después de intentar suicidarse con una sobredosis de somníferos; y que su donante, Maryline St. Aubert, de 46 años, había quedado en tal estado tras haberse ahorcado. Se suscitó un elevado interés sobre la capacidad de Dinoire para aceptar el trasplante, considerando su estado mental. Dubernard negó enérgicamente que Dinoire hubiera intentado suicidarse, mientras Devauchelle insistió en que no habría llevado a cabo el trasplante si hubiera sabido que St. Aubert se había ahorcado, ya que los vasos sanguíneos de su cara podrían haberse dañado.
Aunque el equipo de cirujanos explicaba que había sido una operación de 'calidad de vida', también señalaron que en una intervención de este tipo se corría el riesgo, a corto plazo, de la obstrucción de los vasos sanguíneos, a medio plazo de que se produjera un rechazo del injerto, y a largo plazo, e que los inmunosupresores pudieran causar cáncer, así como una posible reducción en la esperanza de vida de entre 10 y 20 años.

## Recuperación
El 18 de enero de 2006 se publicó que Dinoire usaba sus nuevos labios para continuar fumando, lo que según los médicos podría causarle un rechazo.
Su rostro original era ancho, con una nariz inclinada, una barbilla prominente y labios finos. La cara de la donante le dio una nariz recta y pequeña, una barbilla más nítida y una boca más grande. Dinoire apareció en una conferencia de prensa el 6 de febrero de 2006, donde podía verse que tenía un control parcial de los músculos trasplantados, aunque mostraba cierta incapacidad para cerrar su boca completamente. 
Exactamente un año después del trasplante, Dinoire declaró haber recuperado la habilidad de sonreír. El 28 de noviembre de 2006, su cirujano, Bernard Devauchelle, dijo que durante ese año las cicatrices se habían vuelto menos prominentes.
Associated Press publicó una fotografía de Isabelle Dinoire el 28 de noviembre de 2006, un año después de la operación. La página web del periódico francés Le Monde explicó el 2 de diciembre de ese mismo año que Associated Press había eliminado la fotografía porque "el pelo de Isabelle Dinoire y el fondo de la imagen habían sido manipulados por la fuente."
En el segundo aniversario, los doctores publicaron un artículo en el New England Journal of Medicine detallando la operación y posterior recuperación. Entre las complicaciones se incluían fallo renal y dos episodios de rechazo del injerto, que se suprimieron con fármacos. Se informó también que Dinoire tendría que tomar fármacos inmunodepresores el resto de su vida. Un médico de Boston afirmó que si Isabelle dejaba de tomarlos, sería un "desastre" y acabaría mudando la piel de su nueva cara.

## Seguimiento
Durante el primer año, Dinoire acudía al hospital de Amiens, donde fue operada, una vez por semana, donde le realizaban una serie de análisis, sesiones de reeducación con un fisioterapeuta y recibía visitas de psicólogos y otros facultativos. También una vez al mes debía trasladarse al hospital universitario de Lyon, donde se le practicaba un estudio completo y se reajustaba el tratamiento contra el rechazo del injerto. Comenzó tomando unas veinte pastillas, que a los seis meses se habían reducido a una decena.

## Fallecimiento
En diciembre de 2015, Dinoire sufrió un episodio de rechazo en la zona trasplantada, perdiendo una parte del uso de sus labios. Los tratamientos que debía seguir para combatir estos episodios finalmente le provocaron un cáncer que fue complicándose cada vez más. El 22 de abril de 2016 Dinoire falleció como consecuencia de una larga enfermedad, según reportó el diario Le Figaro.

## Imágenes
Nota: Algunas de las imágenes pueden herir la sensibilidad.
- Imagen de Isabelle Dinoire antes del ataque
- Precaución: Imagen gráfica - Imagen de Isabelle Dinoire después del ataque, antes de la operación. (precaución)
- Imagen de Isabelle Dinoire en el postoperatorio.
- Imagen del postoperatorio de Dinoire comparada con la foto de un año después de la operación.
- Imagen de Isabelle Dinoire tomada para la revista XL Semanal en noviembre de 2009 (enlace roto disponible en Internet Archive; véase el historial, la primera versión y la última).